# Ozyptila conostyla
Ozyptila conostyla es una especie de araña cangrejo del género Ozyptila, familia Thomisidae.

## Distribución
Esta especie se encuentra desde Turquía a Turkmenistán.